# Litocala sexsignata
Litocala sexsignata là một loài bướm đêm trong họ Erebidae.